# Ustrzyki Dolne
Ustrzyki Dolne é um município da Polônia, na voivodia da Subcarpácia e no condado de Bieszczady. Estende-se por uma área de 16,79 km², com 9 176 habitantes, segundo os censos de 2017, com uma densidade de 550 hab/km².